# Exechia turkmenica
Exechia turkmenica är en tvåvingeart som beskrevs av Zaitzev 1994. Exechia turkmenica ingår i släktet Exechia och familjen svampmyggor.
Artens utbredningsområde är Turkmenistan. Inga underarter finns listade i Catalogue of Life.